# Силова
Силова (словен. Silova) — поселення в общині Веленє, Савинський регіон, Словенія. 
Висота над рівнем моря: 350,6 м.